# 高周波熱錬
高周波熱錬株式会社（こうしゅうはねつれん、英: Neturen Co., Ltd.）は、東京都品川区に本社を置く金属熱処理加工メーカーである。通称は「ネツレン」。東証プライム上場企業。

## 概要
1946年に日本で始めて誘導加熱技術の事業化に成功した、鋼材加工大手。現在は、加工受託、鋼棒・ばね鋼線、加熱設備販売が主力事業となっている。

## 沿革
- 1946年（昭和21年）5月 - 玉川工場において高周波誘導加熱装置の製作、各種機械部品の高周波表面焼入加工の受託業務を開始[1]。
- 1955年（昭和30年）9月 - 同社の役員・従業員等が日本高周波鋼業株式会社より同社の株式を譲り受ける[1]。
- 1964年（昭和39年）4月 - 株式を東京証券取引所市場第二部に上場公開[1]。
- 1972年（昭和47年）11月 - 株式を大阪証券取引所市場第二部に上場公開[1]。
- 1975年（昭和50年）3月 - 東京証券取引所、大阪証券取引所市場第二部上場株式を第一部へ指定替[1]。
- 2003年（平成15年）11月 - 大阪証券取引所市場第一部の上場を廃止[3]。

## 歴代社長
|   | 氏名     | 在任期間        | 出身校             |
| - | -------- | --------------- | ------------------ |
| 1 | 有賀隆雄 | 1946年 - 1985年 | 九州帝国大学工学部 |
| 2 | 土方利夫 | 1985年 - 1989年 | 京都大学工学部     |
| 3 | 水馬克久 | 1989年 - 1994年 | 京都大学工学部     |
| 4 | 大谷茂久 | 1993年 - 2003年 | 早稲田大学商学部   |
| 5 | 山下英治 | 2003年 - 2010年 | 九州大学工学部     |
| 6 | 福原哲一 | 2010年 - 2014年 | 京都大学工学部     |
| 7 | 溝口茂   | 2014年 - 2020年 | 九州大学工学部     |
| 8 | 大宮克己 | 2020年 -        | 中央大学理工学部   |

## 事業内容
- 製品部門 - 高周波熱処理をしたPC鋼棒、ばね鋼線およびプレハードン線の製造販売。自動車部品・建設機械関連製品の製造販売。
- IH部門 - 機械部品等の高周波焼入れの受託加工・製造販売。各種周波数の電源を使用する誘導加熱装置および高周波焼入設備の製造・販売
- 技術部門 - 新商品開発。
- 賃貸部門 - 動産、不動産にかかる賃貸業務。

出典

## 国内の主な事業拠点
| 拠点名                                                   | 所在地                                |
| -------------------------------------------------------- | ------------------------------------- |
| 本社 東京営業所                                          | 東京都品川区東五反田二丁目17番1号     |
| いわき工場                                               | 福島県いわき市好間工業団地24番地の1   |
| 茨城工場                                                 | 茨城県ひたちなか市新光町552番77       |
| 平塚工場 研究開発本部 製品技術本部 湘南事業所 東部営業所 | 神奈川県平塚市田村7丁目4番10号        |
| 刈谷工場                                                 | 愛知県刈谷市西境町治右田84番地10      |
| 中部営業所                                               | 愛知県刈谷市西境町広見97番地2         |
| 名古屋工場                                               | 愛知県豊明市沓掛町八幡前77番地41号    |
| 可児NH工場 可児工場                                      | 岐阜県可児市姫ヶ丘3丁目2番            |
| 大阪営業所                                               | 大阪市北区天神橋2丁目3番地8号         |
| 尼崎工場 西部営業所                                      | 兵庫県尼崎市大浜町二丁目28番8         |
| 神戸工場                                                 | 兵庫県神戸市北区赤松台2丁目4番2       |
| 赤穂工場                                                 | 兵庫県赤穂市東有年字外下河原1586番地1 |
| 岡山工場                                                 | 岡山県総社市久代1408番地22            |
| 岡山第2工場                                              | 岡山県総社市久代1425番地5             |

## 関係会社

### 連結子会社
| 拠点名                     | 所在地                           |
| -------------------------- | -------------------------------- |
| ネツレン・ヒートトリート   | 東京都品川区                     |
| ネツレンハイメック         | 神奈川県平塚市                   |
| 旭電波工業所               | 東京都東久留米市                 |
| ネツレン小松               | 石川県小松市                     |
| ネツレンタクト             | 静岡県浜松市中央区               |
| ネツレン・ヒラカタ         | 大阪府枚方市                     |
| 九州高周波熱錬             | 福岡県北九州市若松区             |
| ネツレン・ユー・エス・エー | 米国・インディアナ州             |
| ネツレンアメリカ           | 米国・オハイオ州                 |
| 上海中煉線材               | 中国・上海市                     |
| 塩城高周波熱煉             | 中国・江蘇省                     |
| 広州豊東熱煉               | 中国・広東省                     |
| 高周波熱錬(中国)軸承       | 中国・山東省                     |
| ネツレン・チェコ           | チェコ・ウスティ州               |
| ネツレン・インドネシア     | インドネシア・西ジャワ州         |
| ネツレン・メキシコ         | メキシコ・アグアスカリエンテス州 |
| 韓国熱錬                   | 韓国・慶尚北道永川市             |

### 持分法適用関連会社
| 拠点名                     | 所在地               |
| -------------------------- | -------------------- |
| 高麗熱錬                   | 韓国・慶尚北道浦項市 |
| ユーエスチタ               | 米国・ケンタッキー州 |
| エヌティーケー精密アクスル | 米国・インディアナ州 |
| 天津豊東熱処理             | 中国・天津市         |